# Kvalifikacije za UEFA Ligu prvaka 2016./17.
Kvalifikacije za UEFA Ligu prvaka 2016./17. je nogometno natjecanje igrano u sklopu kvalifikacija za Ligu prvaka 2016./17. Takmičenje je igrano u razdoblju od 28. lipnja do 24. kolovoza 2016. godine. U grupnu fazu Lige prvaka 2016./17. kroz kvalifikacije se kalificiralo 10 ekipa od ukupno 56 ekipa koliko ih je nastupilo u kvalifikacijama.

## Datumi utakmica
Izvlačenje kvalifikacijskih parova održana su u Nyonu, Švicarska.
| Pretkolo       | Datum izvlačenja i vrijeme | Prva utakmica            | Druga utakmica           |
| -------------- | -------------------------- | ------------------------ | ------------------------ |
| Prvo pretkolo  | 20. lipnja 2016., 12:00    | 28. – 29. lipnja 2016.   | 5. – 6. srpnja 2016.     |
| Drugo pretkolo | 20. lipnja 2016., 12:00    | 12. – 13. srpnja 2016.   | 19. – 20. srpnja 2016.   |
| Treće pretkolo | 15. srpnja 2016., 12:00    | 26. – 27. srpnja 2016.   | 2. – 3. kolovoza 2016.   |
| Razigravanje   | 5. kolovoza 2016., 12:00   | 16. – 17. kolovoza 2016. | 23. – 24. kolovoza 2016. |

## Format natjecanja
U kvalifikacijskoj fazi i razigravanju, svaki izvučeni par je odigrao dvije utakmice, s tim da igraju jednu utakmicu kod kuće, a drugu u gostima ili obratno. Tim koji je postigao više golova računajući u obzir obje odigrane kvalifikacijske utakmice plasirao se u sljedeći krug. U slučaju da oba tima imaju istu gol-razliku plasman u daljnji krug određuje pravilo gola u gostima što znači da u naredni krug takmičenja ide ekipa koja je postigla više golova na gostujućem terenu. Ako i gol-razlika ne može odrediti putnika u naredni krug igrala bi se dva produžetka po 15 minuta. U slučaju ne postizanja golova u produžecima izvodili bi se jedanaesterci.
Prilikom izvlačenja svakog pretkola momčadi nosioci su određeni na osnovu UEFA koeficijenta s početka sezone. Tim nosilac je igrao protiv tima nenosilca gdje su prilikom izvlačenja raspoređeni nasumično. Zbog ograničenosti vremena između utakmica izvlačenje drugog i trećeg pretkola obavljeno je prije nego što su bili poznati rezultati u prethodnom krugu.

## Momčadi u natjecanju
Prilikom kvalifikacija postojale su dvije rute gdje su timovi bili podijeljeni:
- Ruta za prvake, koji je uključivao sve prvake država i
- Ruta za neprvake, koji je uključivao sve klubove koji nisu prvaci država iz kojih dolaze, ali su stekli pravo igranja u kvalifikacijama za Ligu prvaka.

Ukupno 56 momčadi (41 u ruti za prvake i 15 u ruti za neprvake) je bilo uključeno u kvalifikacijsku fazu i razigravanje. Deset pobjednika razigravanje (5 u ruti za prvake i 5 u ruti za neprvake) se kvalificiralo u grupnu fazu te se pridružilo ostalim ekipama koje su automatski stekle pravo igranjem u Ligi prvaka. Poražene ekipe u treće pretkolu (ukupno 15 ekipa) natjecanje je nastavilo u razigravanju Europske lige. Poražene ekipe u razigravanju (ukupno 10 ekipa) natjecanje je nastavilo u grupnoj fazi Europske lige.
Ekipe učesnici su prikazani u odnosu na UEFA koeficijenta i grupirani po svojoj početnoj rundi.
| Značenje boja                                                                    |
| -------------------------------------------------------------------------------- |
| Pobjednik razigravanja, ekipa se plasirala u grupnu fazu Lige prvaka             |
| Poraženi razigravanja, ekipa se plasirala u grupnu fazu Europske lige            |
| Poraženi u trećem pretkolu, ekipa se plasirala u razigravanje Europske lige      |
| Poraženi u prvom i drugom pretkolu, ekipa je eliminirana iz daljnjeg natjecanja. |

| Tim                      | Koef.            |
| Ruta za neprvake         | Ruta za neprvake |
| ------------------------ | ---------------- |
| Manchester City          | 99.256           |
| Porto                    | 92.616           |
| Villarreal               | 60.142           |
| Borussia Mönchengladbach | 42.035           |
| Roma                     | 41.587           |

| Tim                | Koef.          |
| Ruta za prvake     | Ruta za prvake |
| ------------------ | -------------- |
| Olympiacos         | 70.940         |
| Viktoria Plzeň     | 44.585         |
| Astra Giurgiu      | 11.076         |
| Ruta za neprvake   |                |
| Šahtar Donjeck     | 81.976         |
| Ajax               | 58.112         |
| Anderlecht         | 54.000         |
| Fenerbahçe         | 40.920         |
| Sparta Prag        | 40.585         |
| PAOK               | 37.440         |
| FC Steaua Bukurešt | 36.576         |
| Monaco             | 36.549         |
| Young Boys         | 24.755         |
| Rostov             | 11.716         |

| Tim                | Koef.          |
| Ruta za prvake     | Ruta za prvake |
| ------------------ | -------------- |
| Red Bull Salzburg  | 42.520         |
| Celtic             | 40.460         |
| APOEL              | 35.935         |
| BATE Borisov       | 34.000         |
| Legia Varšava      | 28.000         |
| Dinamo Zagreb      | 25.775         |
| Ludogorec Razgrad  | 25.625         |
| Copenhagen         | 24.720         |
| Qarabağ            | 13.475         |
| Rosenborg          | 12.850         |
| Astana             | 12.575         |
| Sheriff Tiraspol   | 10.575         |
| Crvena zvezda      | 7.175          |
| Dinamo Tbilisi     | 5.875          |
| FH                 | 5.750          |
| Trenčín            | 5.400          |
| F91 Dudelange      | 5.050          |
| Žalgiris Vilnius   | 4.925          |
| Hapoel Be'er Sheva | 4.725          |
| Olimpija Ljubljana | 4.625          |
| Vardar             | 4.200          |
| IFK Norrköping     | 3.975          |
| Ferencváros        | 3.475          |
| Crusaders          | 3.400          |
| Zrinjski Mostar    | 3.175          |
| Dundalk            | 2.590          |
| Mladost Podgorica  | 2.475          |
| SJK                | 1.730          |
| Partizani Tirana   | 1.575          |
| Liepāja            | 1.075          |

| Tim              | Koef. |
| ---------------- | ----- |
| The New Saints   | 5.200 |
| Valletta         | 4.466 |
| Flora Tallinn    | 3.350 |
| Santa Coloma     | 2.699 |
| B36 Tórshavn     | 1.975 |
| Lincoln Red Imps | 1.700 |
| Alaškert         | 1.325 |
| Tre Penne        | 1.316 |

## Prvo pretkolo

### Nosioci
U prvom pretkolu je učestvovalo osam ekipa. Izvlačenje parova je održano 20. lipnja 2016.
| Nosioci                                               | Nenosioci                                         |
| ----------------------------------------------------- | ------------------------------------------------- |
| The New Saints Valletta Flora Tallinn FC Santa Coloma | B36 Tórshavn Lincoln Red Imps Alashkert Tre Penne |

### Utakmice
Prve utakmice odigrane su 28. lipnja, a uzvratni susreti odigrani su 5. i 6. srpnja 2016.
| Prva momčad     | Rez.    | Druga momčad     | 1. ut. | 2. ut. |
| --------------- | ------- | ---------------- | ------ | ------ |
| Flora Tallinn   | 2:3     | Lincoln Red Imps | 2:1    | 0:2    |
| The New Saints  | 5:1     | Tre Penne        | 2:1    | 3:0    |
| Valletta        | (g) 2:2 | B36 Tórshavn     | 1:0    | 1:2    |
| FC Santa Coloma | 0:3     | Alashkert        | 0:0    | 0:3    |

| 28. lipnja 2016. 18:00  |          |                  |                                                                 |
| Flora Tallinn           | 2 : 1    | Lincoln Red Imps | A. Le Coq Arena, Tallinn Broj gledatelja: 886 Sudac: Rob Harvey |
| 35' Alliku 49' Sappinen | Izvješće | J. Chipolina 57' | A. Le Coq Arena, Tallinn Broj gledatelja: 886 Sudac: Rob Harvey |

| 6. srpnja 2016. 19:00                |          |               |                                                                |
| Lincoln Red Imps                     | 2 : 0    | Flora Tallinn | Victoria, Gibraltar Broj gledatelja: 1020 Sudac: Alain Durieux |
| 15' (pen.) J. Chipolina 79' Calderón | Izvješće |               | Victoria, Gibraltar Broj gledatelja: 1020 Sudac: Alain Durieux |

Lincoln Red Imps pobjednik sveukupnim rezultatom 3:2.
| 28. lipnja 2016. 20:00 |          |                |                                                                       |
| The New Saints         | 2 : 1    | Tre Penne      | Park Hall, Oswestry Broj gledatelja: 712 Sudac: Trustin Farrugia Cann |
| 13' Quigley 40' Mullan | Izvješće | Fraternali 16' | Park Hall, Oswestry Broj gledatelja: 712 Sudac: Trustin Farrugia Cann |

| 5. srpnja 2016. 20:30              |          |                |                                                                  |
| Tre Penne                          | 0 : 3    | The New Saints | San Marino, Serravalle Broj gledatelja: 743 Sudac: Lorenc Jemini |
| Quigley 45' Edwards 47' Draper 90' | Izvješće |                | San Marino, Serravalle Broj gledatelja: 743 Sudac: Lorenc Jemini |

The New Saints pobjednik sveukupnim rezultatom 5:1.
| 28. lipnja 2016. 19:00 |          |              |                                                              |
| Valletta               | 1 : 0    | B36 Tórshavn | Hibernians, Paola Broj gledatelja: 1151 Sudac: Radu Petrescu |
| 69' Falcone            | Izvješće |              | Hibernians, Paola Broj gledatelja: 1151 Sudac: Radu Petrescu |

| 5. srpnja 2016. 19:00          |          |             |                                                                 |
| B36 Tórshavn                   | 2 : 1    | Valletta    | Gundadalur, Tórshavn Broj gledatelja: 850 Sudac: Roomer Tarajev |
| 11' Thorleifsson 66' Agnarsson | Izvješće | Falcone 24' | Gundadalur, Tórshavn Broj gledatelja: 850 Sudac: Roomer Tarajev |

Sveukupni rezultat je 2:2. Valletta se plasirala u drugi krug zbog pravila više postignutih golova u gostima.
| 28. lipnja 2016. 20:00 |          |           |                                                                           |
| FC Santa Coloma        | 0 : 0    | Alashkert | Estadi Comunal, Andorra la Vella Broj gledatelja: 600 Sudac: Alex Troleis |
|                        | Izvješće |           | Estadi Comunal, Andorra la Vella Broj gledatelja: 600 Sudac: Alex Troleis |

| 5. srpnja 2016. 17:00                              |          |                 |                                                                                    |
| Alashkert                                          | 3 : 0    | FC Santa Coloma | Republikanski Vazgen Sargsyan, Erevan Broj gledatelja: 2100 Sudac: Alexandr Aliyev |
| 12' V. Minasyan 84' Gyozalyan 88' Artur Yedigaryan | Izvješće |                 | Republikanski Vazgen Sargsyan, Erevan Broj gledatelja: 2100 Sudac: Alexandr Aliyev |

Alashkert je pobjednik sveukupnim rezultatom 3:0.